# Слинько, Пётр Фёдорович
Пётр Фёдорович Слинько (укр. Петро Федорович Слинько; 7 июля (25 июня) 1895, село Оржица, Полтавская губерния  — 30 ноября 1919, Харьков) — украинский революционер, участник Октябрьской революции и установления советской власти на Украине, член коммунистической партии с 1918 года, член Центрального комитета КП(б)У.

## Биография
Пётр Слинько родился 7 июля (25 июня) 1895 года в селе Оржица Прилукского уезда Полтавской губернии в семье крестьянина-бедняка. В 1915 году участвовал в революционном движении, состоял в Екатеринославском обществе «Просвита», но в начале 1916 года общество было распущено, а Слинько вместе с Трифоном Татариным и Михаилом Томильченко был арестован и выслан в Иркутскую губернию, где находился под надзором местной полиции.
С 1917 года, после февральской революции, работал в городе Лубны, а затем в Харькове и Киеве в редакции «Вестника Украинской Народной Республики» (укр. Вістник Української Народної Республіки), который был первой украинской советской газетой. 19—20 апреля 1918 года в качестве члена группы левых украинских социал-демократов из УСДРП участвовал в Таганрогском съезде большевиков, а уже в мае того же года вступил в большевистскую партию. Участвовал в Октябрьской революции.
В 1918 году был участником ряда партийных мероприятий. На Первом съезде КП(б)У, который проходил с 5 по 12 июля 1918 года, Пётр Слинько был избран кандидатом в члены Центрального комитета (ЦК), в сентябре  на IV пленуме ЦК КП(б)У был переведён в члены ЦК, а на Втором съезде КП(б)У, который проходил в октябре, был избран членом ЦК. Помимо того был членом Всеукраинского центрального исполнительного комитета.
До 1919 года занимался подпольной деятельностью в Киеве и Полтаве. После изгнания Директории УНР в марте 1919 года из Киева, Пётр Слинько стал членом Киевского губернского комитета коммунистической партии (большевиков) Украины (КП(б)У), Киевского губернского военного комиссариата и президиума Киевского губернского исполнительного комитета, а также председателем Киевского губернского революционного трибунала.
Летом 1919 года, после того как на большей половине Украины был установлен деникинский режим, по распоряжению Зафронтового бюро Центрального комитета КП(б)У Слинько был назначен руководителем Харьковской подпольной организации. Однако практически сразу после приезда в Харьков он был арестован деникинцами. Содержался в Холодногорской каторжной тюрьме.
Пётр Фёдорович Слинько был расстрелян белогвардейцами в Григориевском бору Харькова ночью 30 ноября 1919 года.
Пётр Фёдорович состоял в браке с Анастасией Георгиевной, в девичестве Глуховой (1897—1968), которая также была участницей борьбы с деникинцами в Харькове, а после окончания гражданской войны занималась партийной работой.

## Память
В память о Петре Слинько Борисом Ванцаком была написана книга «Помилования не прошу. Повесть о Петре Слинько».
Именем Петра Слинько в Харькове и Киеве были названы улицы. Киевская улица Петра Слинько была ликвидирована в 1980-х годах в связи со снесением старых зданий, а Харьковская улица Петра Слинько была переименована вследствие декомунизации на Украине.
Имя Слинько было включено Украинским институтом национальной памяти в «Список лиц, подпадающих под закон о декоммунизации» (укр. «Список осіб, що підпадають під закон про декомунізацію»)